# Oceanovih jedanaest (2001.)
Oceanovih jedanaest (eng. Ocean's Eleven) je film Stevena Soderbergha iz 2001., obrada istoimenog hita iz 1960. Soderbergh je režirao dva nastavka, Oceanovih dvanaest 2004. i Oceanovih trinaest 2007.

## Radnja
Nekoliko sati nakon što je pušten iz zatvora, Danny Ocean (Clooney) počinje birati uvježbanu ekipu jedanaestero pljačkaša koji će opljačkati centralni trezor koji dijele tri velika kasina u Las Vegasu: Bellagio, The Mirage i MGM Grand. Planiraju izvršiti pljačku tijekom naveliko najavljivanog boksačkog meča između Lennoxa Lewisa i Vladimira Klička. Kako Odbor za izdavanje kockarskih dozvola države Nevade zahtijeva da kasina imaju novac za svaki žeton koji se nalazi u igri, procjenjuju da bi se u trezoru moglo naći 150 milijuna dolara. Vlasnik triju kasina, Terry Benedict (Garcia), je ljubavnik Dannyjeve bivše žene, Tess Ocean (Roberts). Kako se priča raspetljava, postaje očito da je jedna od svrhi pljačke da Danny vrati Tess. Cijelu operaciju financira bogati bivši vlasnik kasina (i Benedictov rival) Reuben Tishkoff (Gould).
Brižljivo isplanirana pljačka uključuje nekoliko povezanih odvraćanja pozornosti i prijevara. Blizanci Malloy, pretvarajući se da su hotelski službenici, pristupaju zaštićenom području i počnu se naglas svađati oko kartice za vrata. Kako bi ih utišao, drugi zaštitar se ponudi da odveze kolica "s Benedictovim novcem" umjesto njih. U kolicima se zapravo nalazi "Nevjerojatni Yen", kineski akrobat, čovjek od gume, koji ulazi u trezor.
Zaštitne šifre, koje se mijenjaju dvaput dnevno, donose se Benedictu osobno. Linus (Damon), vješti džepar, predstavi se kao član Odbora za izdavanje dozvola koji prati krupjea na blackjacku koji je ujedno i osuđenik, Frank Catton (Mac), što mu omogućuje da prođe osiguranje u pratnji Benedicta. Usred natezanja između Franka i Linusa, Linus uspijeva ukrasti šifre. Frank biva otpušten, što je bio i plan jer će se tako izbjeći pitanja zašto se nakon pljačke nije pojavio na poslu. Linus ostaje u osiguranju, rekavši kako je zaboravio dojavljivač, a Benedict odlazi na boksački meč.
Saul Bloom (Reiner) se predstavi kao sumnjivi biznismen iz Istočne Europe i nagovori Benedicta da pohrani nekoliko dragulja u sef kasina. Dok nadgleda prijenos dragulja, Saul odglumi srčani udar kako bi čuvarima odvratio pozornost. Rusty (Pitt) i blizanci Malloy, pretvarajući se da su medicinsko osoblje, tobože ga pokušaju oživiti. Dok su zaštitari zauzeti "umirućim" Saulom, Livingston umjesto snimke kamere ubacuje kazetu sa snimljenim kadrovima praznih hodnika i liftova, maskirajući Linusov ulazak u otvor dizala i ostale akcije bande. Rusty proglašava Saula mrtvim, a "hitna pomoć" iznosi Saulovo tijelo iz kasina. Na putu, on signalizira Basheru Tarru (Cheadle), stručnjaku za eksploziv, da detonira elektromagnetski impuls kako bi izgasio struju u gradu. Linus i Danny neopaženo se spuštaju kroz otvor dizala do trezora samo nekoliko trenutaka prije nego što se pale pomoćni generatori.
Danny i Linus ispred trezora suzavcem onesposobljavaju dvojicu stražara. Yen u trezoru preskače preko podnih senzora (našavši se blizu vrata) i postavi Saulove "dragulje" (zapravo eksplozivne naboje) na šarke vrata. Danny postavlja detonatore na ista mjesta s druge strane vrata i aktivira ih; vrata se izvaljuju.
Rusty (sada opet u kasinu) naziva Benedicta na mobitel (koji je Danny ubacio Tess), rekavši mu da su mu upravo opljačkali "oko 160 milijuna dolara" - iznos koji Benedict potvrđuje. Video signal se iznenada mijenja, a na monitorima se počne prikazivati pljačka (također prije snimljena). Benedict naziva 911 (poziv presreće Livingston i odgovori pretvarajući se da je dispečer). Stiže ekipa specijalaca (koju zapravo čine prerušeni članovi bande) i iznese novac iz sefa. Benedict shvaća, ali prekasno, da je snimka pljačke podmetnuta.
Danny (vrativši se kroz strop u zaštitarsku sobu u kojoj ga je Benedict držao) ponudi Benedictu lažnu pomoć u vraćanju novca ako mu Benedict prepusti Tess; Benedict pristaje. Ekipa pokaže Tess snimku u kojoj se Benedict odriče. Zgađena, Tess ostavlja Benedicta.
Nakon pljačke, Danny biva uhićen zbog kršenja uvjetne kazne i poslan natrag u zatvor na šest mjeseci. Po izlasku, ispred zatvora ga dočeka Rusty koji je u autu doveo i Tess. Odlaze, svjesni da ih slijede Benedictovi stražari.

## Glumci

### Oceanovih jedanaest
- George Clooney - Daniel (Danny) Ocean
- Brad Pitt - Robert "Rusty" Ryan
- Matt Damon - Linus Caldwell
- Casey Affleck - Virgil Malloy
- Scott Caan - Turk Malloy
- Shaobo Qin - Yen
- Bernie Mac - Frank Catton
- Don Cheadle (nepotpisan) - Basher Tarr
- Carl Reiner - Saul Bloom
- Eddie Jemison - Livingston Dell
- Elliott Gould - Reuben Tishkoff

### Ostali
- Andy Garcia - Terry Benedict
- Julia Roberts - Tess Ocean
- David C. Roehm Sr. - Slick Mack

### Cameo pojavljivanja
- Petero tinejdžerskih zvijezda se pojavljuju kao oni sami:
  - Holly Marie Combs (Charmed)
  - Topher Grace (Lude 70te)
  - Joshua Jackson (Dawson's Creek)
  - Barry Watson (7th Heaven)
  - Shane West (Once and Again)
- Steven Soderbergh — jedan od pljačkaša banke s Basherom
- Siegfried i Roy — oni sami
- Wayne Newton — on sam
- Henry Silva i Angie Dickinson — oni sami (oboje su nastupili u originalu)
- Volodimir Kličko — on sam
- Lennox Lewis — on sam
- Jerry Weintraub — kockar na visoke uloge

## Stvarni životni modeli
Vjeruje se da je kao inspiracija za oba filma bila slavna, vješto izvedena pljačka zgrade Brink's Securityja u Bostonu od strane jedanaestero ljudi, poznata kao "Brink's Job".
Lik Andyja Garcije djelomično je temeljen na Steveu Wynnu, vlasniku Bellagija, Miragea i Wynn Las Vegasa. Jedna od rečenica koje Garcija izgovara u filmu je "Ako ćeš kupiti sportski auto od sto tisuća dolara u Newport Beachu, bit ću strašno razočaran." To je referenca na stvarnu otmicu kćeri Stevea Wynna iz 1994., Kevyn Wynn, gdje je jedan od otmičara uhvaćen tjedan dana kasnije u Newport Beachu nakon što je namjeravao kupiti Ferrari gotovinom.
U sceni gdje Saul (Paul Reiner) hoda prema sigurnosnoj sobi s Benedictom (Andy Garcia) pri čemu ga prepoznaje stari prijatelj, on se obraća Virgilu (Casey Affleck) i Turku (Scott Caan) po imenima "Mikhail" i "Vladimir". To je referenca na Mikhaila Kainjina i Vladimira Lenjina, koji su bili revolucionari tijekom Oktobarske revolucije.

## Razlike od originala
Osim naslovnog junaka, nijedan pljačkaš u obradi nema ime kao onaj u originalu, iako dijele neke od njihovih osobina. Korištenje iskusnih profesionalnih kriminalaca u pljački također je razlika u odnosu na original, u kojem je ekipa sastavljena od ratnih veterana. Film je zato puno sličniji Žalcu nego Oceanovih jedanaest iz 1960.

## Detalji
- U stvarnosti, 160 milijuna američkih dolara u novčanicama od 100 dolara bi težilo 1602 kilograma ili 1,7 tonu, puno više od osam putnih torbi koje nose lopovi prerušeni u specijalce.
- Kako bi opravdao činjenicu da se navedena svota novca drži u trezoru, film navodi izmišljenu odredbu Odbora za izdavanje kockarskih dozvola Nevade da sva kasina moraju imati dovoljno novca i kovanica kako bi pokrili svaki žeton u igri. U stvarnosti, kasina iznose iz trezora sav višak novca što je prije moguće.

## Vanjske poveznice
- Službena stranica
- Oceanovih jedanaest u internetskoj bazi filmova IMDb-a
- Oceanovih jedanaest na Rotten Tomatoes